# هوستوولیتسه
هوستوولیتسه (به چکی: Hostovlice) یک منطقهٔ مسکونی در جمهوری چک است که در ناحیه کوتنا هورا واقع شده‌است.